# Phyllonorycter raikhonae
Phyllonorycter raikhonae là một loài bướm đêm thuộc họ Gracillariidae. Nó được tìm thấy ở Tajikistan.
Ấu trùng ăn Lonicera species. Chúng có thể ăn lá nơi chúng làm tổ.